# Zambujal
Zambujal (o Castro do Zambujal) è un sito archeologico del Portogallo risalente al III millennio a.C. che si trova nei pressi dell'estuario del fiume Tago, a nord di Lisbona nella municipalità di Torres Vedras.

Le cinque fasi costruttive del sito

## Caratteristiche
Zambujal è il più importante insediamento della cultura del vaso campaniforme di tutta la regione e uno dei pochi esempi di insediamenti fortificati riferibili a questa cultura estesa nel III millennio a.C. in gran parte dell'Europa. 
Gli scavi hanno dimostrato che l'insediamento venne edificato in cinque fasi costruttive principali. Nella prima fase vennero costruite delle mura che comprendevono anche delle torri, nella seconda fase venne costruita un'altra cinta di mura, nella terza queste strutture già presenti vennero rinforzate mentre nella quarta e quinta fase vennero edificate nuove torri.

## Aspetti culturali
Gli abitanti di Zambujal si dedicavano all'agricoltura e all'allevamento e conoscevano il cavallo. L'estrazione mineraria e la metallurgia erano praticate intensivamente, resti di oggetti in rame arsenicato sono stati rinvenuti nel sito. Vi sono evidenze di una stratificazione sociale; ceramiche campaniformi sono state rinvenute principalmente nel centro dell'insediamento, ciò proverebbe che gli individui che risiedevano in questo punto godessero di uno status speciale.

## Galleria d'immagini

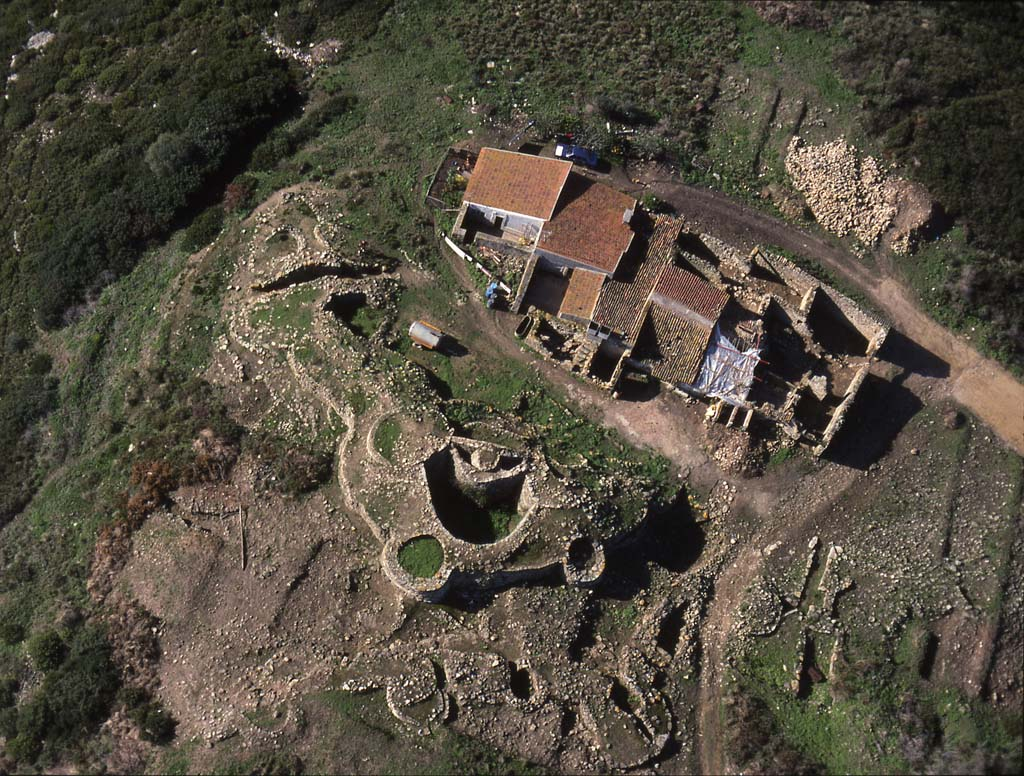
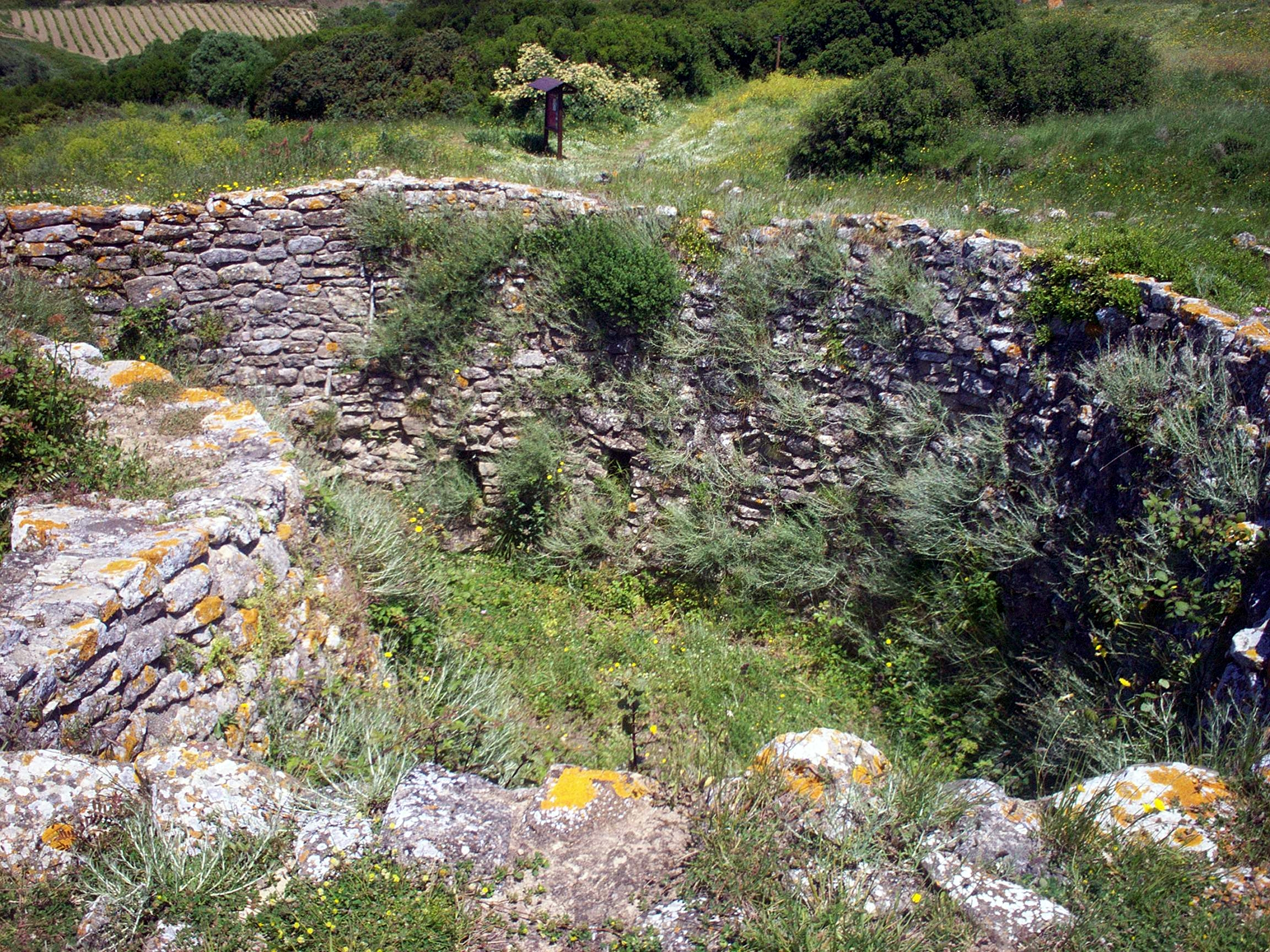
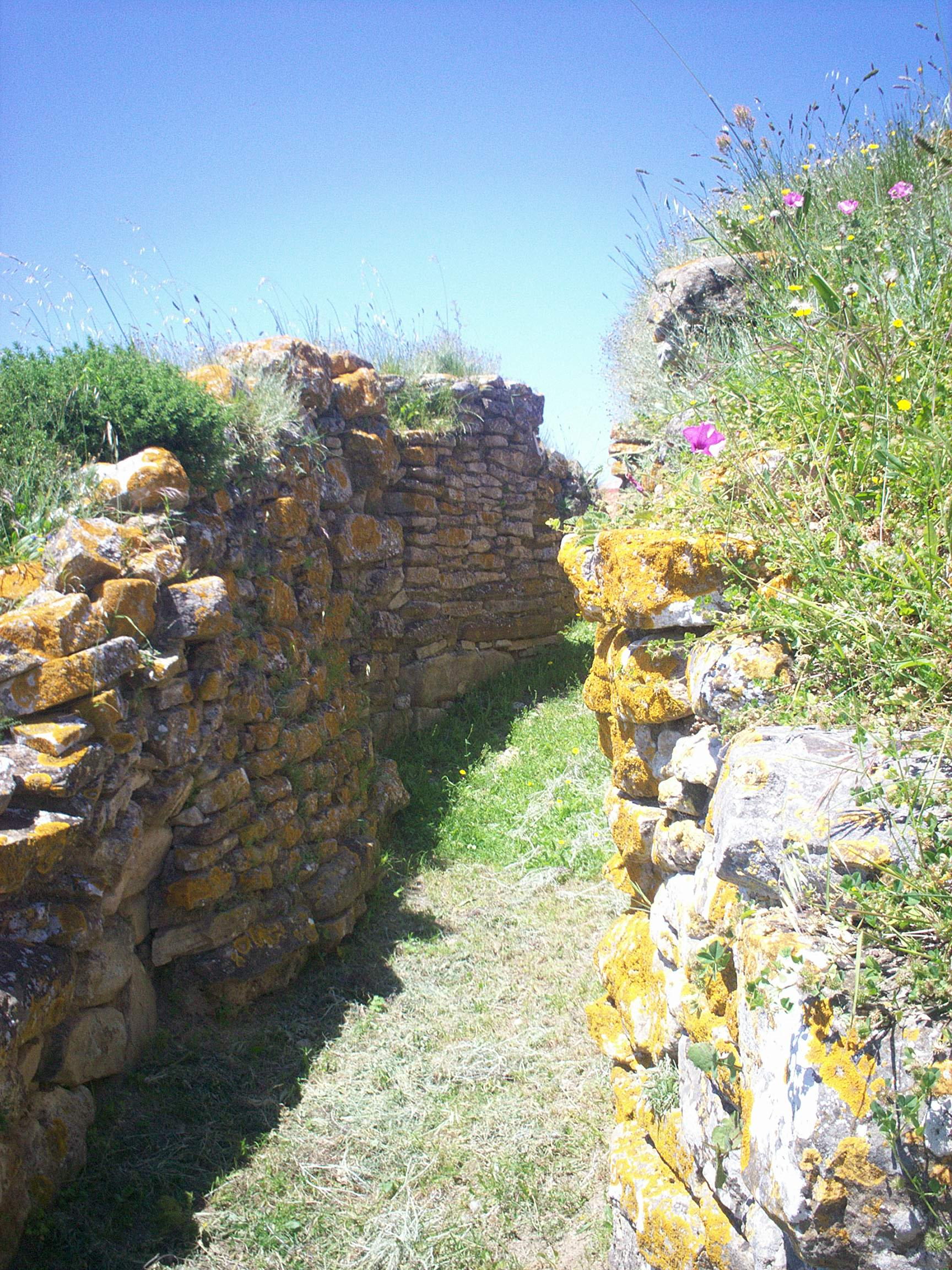